# Michael Burak
Pour les articles homonymes, voir Burak.
Michael Burak, ou Mike Burak, né le 9 octobre 1980, est un joueur de rugby à XV, qui joue avec l'équipe du Canada de 2004 à 2009 et évoluant au poste de deuxième ligne (2,00 m pour 104 kg).

## Carrière

### En club
- UBC Old Boy Ravens  Canada
- 2006-2007 : Section paloise
- 2008-2009 : Cornish Pirates

### En équipe nationale
Il a eu sa première cape internationale le 27 mai 2004, à l’occasion d’un match contre l'équipe des États-Unis.

## Palmarès
- 29 sélections avec l'équipe du Canada entre 2004 et 2009.
- Sélections par année : 7 en 2004, 5 en 2005, 3 en 2006, 6 en 2007, 3 en 2008, 5 en 2009.